# All Heaven Broke Loose
All Heaven Broke Loose è il terzo album del gruppo jazz britannico Earthworks.

## Tracce
1. Hotel Splendour – 4:43
2. Forget-me-not – 8:26
3. Candles still flicker in Romania’s dark – 4:35
4. Pigalle – 6:32
5. Temple of the wind – 5:03
6. Nerve – 6:07
7. Splashing out – 5:26
8. All heaven broke loose – 9:20

## Formazione
- Bill Bruford (batteria acustica ed elettronica)
- Iain Ballamy (sassofono)
- Django Bates (tastiere, sax tenore, tromba)
- Tim Harries (basso acustico ed elettrico)